# Gare de Halytch
Pour les articles homonymes, voir Gare centrale.
La gare de Halytch (en ukrainien : Галич (станція)) est une gare ferroviaire située dans la ville de Halytch.

## Situation ferroviaire
La gare est exploitée par Pivdenno-Zakhidna zaliznytsia, partie de Ukrzaliznytsia.